# Hohenfels (bayerisches Adelsgeschlecht)

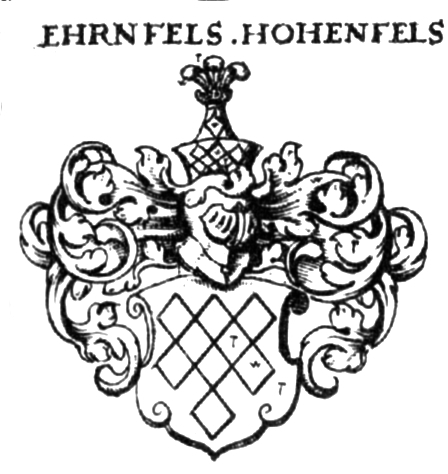
Wappen derer von Hohenfels in Johann Siebmachers Wappenbuch, Ergänzung 1701

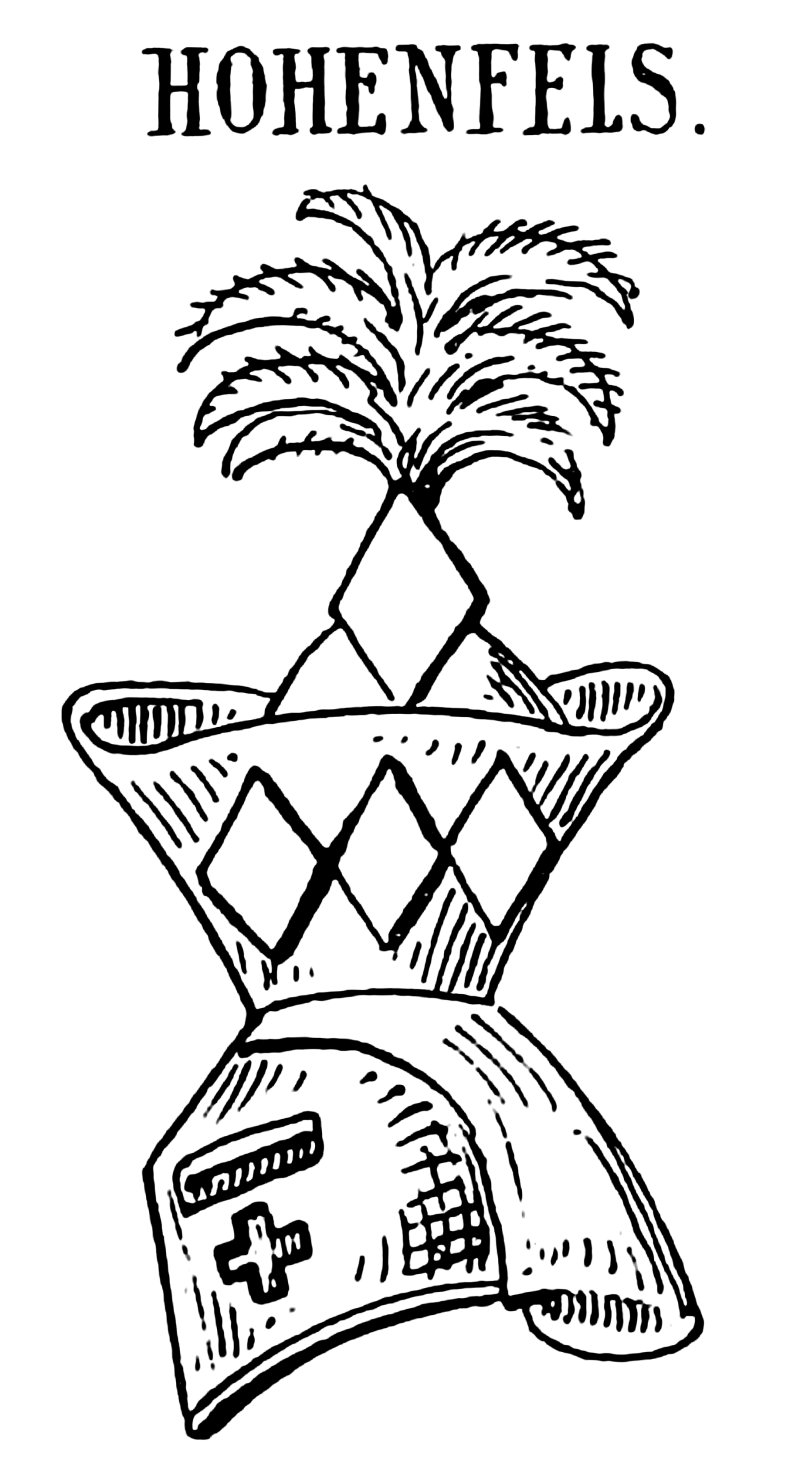
Helmzier des Konrad von Hohenfels

Die Hohenfelser entstammen ursprünglich dem Geschlecht der Raitenbucher. Sie waren ein Ministerialengeschlecht des Hochstiftes Regensburg. Zeitweise im Besitz der Familie waren die Burg Hohenfels, die Burg Helfenberg und die Burg Falkenstein, ebenso von Burg Sengersberg und Schönberg. Erstmals benannten sich die Raitenbucher 1217 nach Hohenfels.

## Geschichte
Die Hohenfelser traten Ende des 12. Jahrhunderts schwerpunktmäßig in der Gegend um Hohenfels und dem Bischofssitz Beratzhausen auf. Der erste ist ein Konrad von Hohenfels, der 1198 genannt wird.
Ein Konrad von Hohenfels (I.) gründete 1224 das Spital in Pollenried. Dieses diente der Schaffung eines receptaculum peregrinorum aliorumque pauperum et egeneorum supervenientium, also einer Stätte für die Aufnahme von Wanderern (Pilgern) und anderen vorbeiziehenden Armen und Bedürftigen. Dieses Spital hatte eine große Bedeutung für die Versorgung von Reisenden an der Hauptverkehrsstraße von Regensburg nach Nürnberg oder Bamberg. Der Ort Pollenried gehörte noch 1240 den Hohenfelsern, die ihn dann an das Kloster Pielenhofen übergaben. 1224 traten in Seitenstetten wiederum der Regensburger Ministeriale Konrad von Hohenfels und sein gleichnamigen Sohn sowie sein sororius (Gemahl der Schwester Judith) Wirnto von Helfenberg als Zeuge auf, auch der Schwager Abero Wolf war bei diesem Rechtsgeschäft anwesend. Am 21. Juni 1224 wurde Konrad mit seinen Söhnen Konrad und Heinrich genannt. Der jüngere Konrad dürfte nach 1200, spätestens aber 1210, geboren worden sein. Der Vater erhielt 1232 vom Bistum die Herrschaft Helfenberg von Bischof Siegfried verliehen, welche im Zuge eines komplizierten Rechtsgeschäfts von den Grafen von Velburg an das Bistum gekommen war.
Wann der Besitz von Falkenstein an die Hohenfelser überging, ist nicht genau bekannt, der amtierende Domvogt Konrad (II.) von Hohenfels geriet aber im Jahre 1232 mit den Nachbarn zu Brennberg in Streit; um eine Einigung zu erreichen, gab er die Burg Falkenstein an den Regensburger Bischof Siegfried zurück. Wenige Jahre später bekamen die Hohenfelser die Herrschaft Falkenstein von Bischof Siegfried aber als Lehen wieder zurück. Nach seinem Tod wurde sein Sohn Konrad (III.) Nachfolger (1267–1290). Dessen beide Söhne Konrad und Heinrich  hatten sich in neue Streitigkeiten mit ihren Nachbarn verwickelt.
1237 (oder 1240) wurde das Zisterzienserinnen-Kloster in Pielenhofen von den Hohenfelsern und weiteren Dienstmännern des Regensburger Bischofs gegründet. An dieses Kloster gingen immer wieder reichhaltige Dotationen, die zur Verarmung der Hohenfelser beigetragen haben.
1242 gründete Adelheid von Hohenfels und ihr Gatte Gottfried von Sulzbürg das Frauenkloster Seligenporten in der Diözese Eichstätt.
1244 führte entweder der ältere oder bereits der jüngere Konrad auf Seiten des Eichstätter Bischofs Friedrich eine Fehde gegen den Grafen von Hirschberg und den Vogt von Kastl. Dies hängt mit der unterschiedlichen Parteinahme des Eichstätter Bischofs sowie des Konrad von Hohenfels für die Seite Kaisers Friedrich II. und des Grafen von Hirschberg sowie des Vogtes von Kastl für die Seite des Papstes Innozenz IV. zusammen. Nachdem aber Graf Gebhard III. von Hirschberg 1245 von seinem Hofnarr ermordet worden war, einigte sich der Eichstätter Bischof Friedrich mit dem Sohn des ermordeten Grafen (ebenfalls mit dem Namen Gebhard IV.). Verlierer der Auseinandersetzung waren Konrad von Hohenfels und der Regensburger Bischof Siegfried, dem einen war die in Aussicht gestellte einträgliche Vogtei über Kloster Kastl entzogen und den anderen war es nicht möglich, ein einheitliches Regensburger Territorium zwischen Schwarzer Laber, Naab und Lauterach zu schaffen.
Die Exkommunikation von Kaiser Friedrich II. durch den Papst Innozenz IV. veranlasste Bischof Siegfried und mit ihm vermutlich auch Konrad von Hohenfels auf die Seite des Papstes zu wechseln. Dadurch kam er in Gegensatz zu den Regensburger Bürgern und einen Teil seiner Ministerialen. Der Kaiser beantwortete den Schritt des Bischofs damit, dass er den Regensburger Bürgern durch ein Privileg vom 10. November 1245 zugestand, Rat und städtische Amtsträger frei zu wählen, damit endete die bischöfliche Stadtherrschaft. Bischof Siegfried musste die Stadt verlassen und starb am 19. März 1246. Sein Nachfolger wurde Albert I. von Pietengau, der vom Papst beauftragt wurde, gegen den Kaiser und den bayerischen Herzog Otto einen Kreuzzug auszurufen. Bei dem Versuch, diesen umzusetzen, geriet er in einen Gegensatz zu den Regensburger Bürgern, seinen Ministerialen und auch dem Domkapitel. Er musste die Stadt verlassen und floh auf seine Feste Stauf. 1245 konnte er wieder in die Stadt zurückkehren und ließ sofort 45 Bürger verhaften. Das nahm der römisch-deutsche König Konrad, Sohn von Friedrich II., zum Anlass, mit einem großen Heer in Regensburg einzufallen, die Gegend zu verwüsten und Bischof und Geistliche zu vertreiben. Als König Konrad in der Nacht vom 28. auf den 29. Dezember 1250 im Kloster Sankt Emmeram übernachtete, versuchten Konrad von Hohenfels (II.) und weitere Ministeriale im Auftrag des Bischofs Albert den König zu erschlagen. Der Chronist Abt Hermann von Niederaltaich berichtet darüber, dass Konrad von Hohenfels und seine Begleiter Kunde davon hatten, dass sich der König mit vier Begleitern in einer Kammer aufhielt. Nach dem Eindringen wurden zwei getötet und drei gefangen genommen und die Attentäter waren der Überzeugung, dass auch der König unter den Getöteten sei. In der Nacht war aber noch eine sechste Person in die Kammer gekommen, die anstatt des Königs erschlagen wurde. Der König habe sich unter einer Bank versteckt und sei so dem Mordanschlag miraculose  (auf wundersame Weise) entkommen. Der König verdächtigte den Abt von Sankt Emmeram der Komplizenschaft und ließ zahlreiche Güter des Klosters zerstören. Der Bischof, der mit einem Heer vor der Stadt wartete, floh nach Böhmen. Zu dieser Zeit war bereits Kaiser Friedrich II. verstorben, die Nachricht davon gelangte aber erst im Januar 1251 nach Regensburg. König Konrad musste sogleich an den Rhein und weiter nach Italien reisen, um dort seine Interessen zu wahren. Dies hielt ihn davon ab, sich an Konrad von Hohenfels (II.) zu rächen. Der Mordanschlag wurde von den Zeitgenossen nicht unbedingt verurteilt.
Im 13. Jahrhundert besaßen die Hohenfelser neben ihrer Stammburg auch die Burgen Falkenstein, Helfenberg und Ehrenfels (bei Beratzhausen). Einige Zeit besaßen sie die Burgen Sengersberg (ca. 3 km nördlich von Falkenstein) und Schönberg.
Das enge Verhältnis der Hohenfelder zum Regensburger Bischof scheint danach auf die Ehrenfelser übergegangen zu sein. 1256 wurde ihnen die Herrschaft Helfenberg entzogen und an die Ehrenfelser gegeben.
1258 wurde ein Konrad von Hohenfels für ein Jahr Bürgermeister der Stadt Regensburg.
Ende des 13. Jahrhunderts wurden die Hohenfelser mehrmals von Regensburger Bischöfen darauf hingewiesen, sich ihrem Dienstverhältnis nicht zu entziehen und auch nur innerhalb der Regensburger Hochstiftministerialität zu heiraten. Dennoch haben sie diese Verpflichtung nicht eingehalten und haben den Bischöfen nur mehr aufgrund von Verträgen und bezahlten Diensten gedient. Am 3. Dezember 1305, als Bischof Wulfing von Bamberg die Herzöge Rudolf und Ludwig mit Beilngries, Hemau, Amberg und Nittenau belehnte, trat unter den wittelbachischen Ministerialen Heinrich und Konrad von Ehrenfels auf. Auch 1314 bei einer von Erzbischof Weichart von Salzburg vermittelten Einigung zwischen dem Wittelsbacher Ludwig dem Bayern und dem Habsburger Friedrich dem Schönen traten für die bayerischen Herzöge Konrad von Hohenfels der Jüngere und Heinrich von Ehrenfels auf. Sie hatten sich also in die Dienste der Wittelsbacher begeben, ohne dass die Regensburger Bischöfe dies hätten verhindern konnten.
1323 verkaufte Heinrich der von Hohenfels seinen Anteil an der Burg Hohenfels sowie an Burg Falkenstein an König Ludwig den Bayern, um sie aber bald wieder zurückzubekommen.
1375 verpfändeten Albrecht und Hilpold von Hohenfels die Herrschaft Hohenfels an den Pfalzgrafen Rudolf I., 1383 erfolgte der endgültige Verkauf.
Die Hohenfelser starben 1436 mit Hilpold von Hohenfels als letztem Mitglied aus. Über die genaue genealogische Abfolge der Raitenbucher, Hohenfelser und Ehrenfelser herrscht eine gewisse Unsicherheit, wobei der Ordnungsversuch von Wilhelm Brenner-Schäffer im Folgenden wiedergegeben wird. Eine davon abweichende Genealogie findet sich bei Camillo Trotter.

## Stammliste
NN.
1. N. von Hohenfels, 1060 Domherr zu Regensburg
2. Jacob von Hohenfels, 1080
  1. Ernst von Hohenfels, 1165
  2. Berthold von Hohenfels, Domherr zu Regensburg
  3. Heinrich von Hohenfels, 1165
    1. Conrad von Hohenfels, 1200, 1220
      1. Conrad von Hohenfels (I.), 1224–1232, urkundlich 1224 Gründer des Spitals von Pollenried
        1. Heinrich von Hohenfels, 1241
        2. Adelheid von Hohenfels ⚭ Gottfried von Sulzbürg, urkundlich 1242 Gründer des Frauenklosters Seligenporten
        3. Conrad (II.) von Hohenfels, 1250 Attentäter auf König Konrad IV.
        4. Conrad von Hohenfels, Bürgermeister von Regensburg, 1240, 1261 ⚭ Kunigunde von Schlüsselberg, † nach 1312
          1. Heinrich von Hohenfels, Domherr in Regensburg, 1291
          2. Albert von Hohenfels, 1302
            1. Albrecht von Hohenfels, Domherr in Eichstätt, 1302
            2. Ulrich von Hohenfels, Propst in Kloster in Spalt, † 1328

          3. Conrad von Hohenfels zu Falkenstein, 1262–1290, ⚭ Barbara von Wolfstein
            1. Conrad der Ältere von Hohenfels, 1290–1325
            2. Heinrich von Hohenfels, 1290–1336, ⚭ Katharina von Leiblfing
              1. Hans von Hohenfels
              2. Ulrich von Hohenfels, Domdechant zu Regensburg, 1385

            3. Conrad der Jüngere von Hohenfels, 1314–1347, ⚭ Elisabeth
              1. Albrecht von Hohenfels, 1360–1382
              2. Conrad von Hohenfels,
              3. Cäcilia von Hohenfels, Äbtissin von Seligenporten, 1403
              4. Hilpold von Hohenfels, 1383–1393, ultimus familiae, ⚭ Katharina von Kornburg
                1. Anna, 1402, 1408 ⚭ Hans von Seckendorf, 1422 Erbin von Kornburg

            4. Albrecht von Hohenfels, 1360–1383, Bischof von Eichstätt
            5. Hedwigis, 1322, Klosterfrau in Kloster Pielenhofen

## Berühmte Familienmitglieder
- Albrecht I. von Hohenfels, Fürstbischof von Eichstätt (1344–1353)
- Ulrich von Hohenfels († 1328), Domherr zu Eichstätt und Propst des Klosters in Spalt.

## Wappen
Hohenfelser und Ehrenfelser führten dasselbe Wappen. Es zeigt mehrere Rauten oder Wecken im Schild. Deren Anzahl ist in den verschiedenen Belegen unterschiedlich groß. Ein Helmsiegel Konrads von Hohenfels zeigt 1340 einen mit Rauten belegten Spitzhut.